# 普多日區

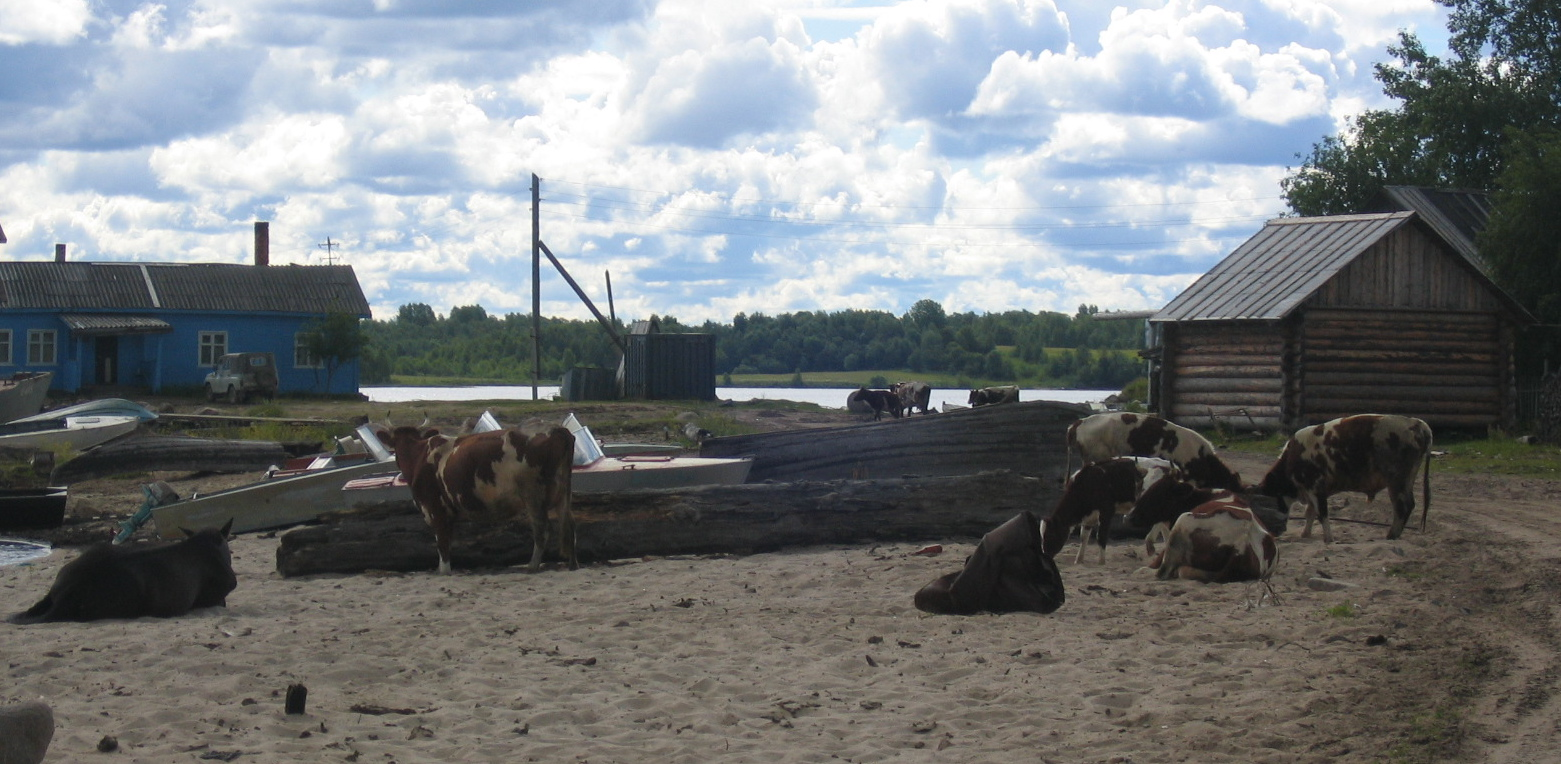

61°48′N 36°32′E / 61.800°N 36.533°E
普多日區（俄语：Пудожский район），是俄羅斯的一個區，位於該國西北部，由卡累利阿共和國負責管轄，面積12,700平方公里，2010年人口21,659，人口密度每平方公里1.71人。